# Atriplex lindleyi
Atriplex lindleyi är en amarantväxtart som beskrevs av Horace Bénédict Alfred Moquin-Tandon. Atriplex lindleyi ingår i släktet fetmållor, och familjen amarantväxter.

## Underarter
Arten delas in i följande underarter:
- A. l. conduplicata
- A. l. inflata
- A. l. quadripartita